# Ophiosphaerella sasicola
Ophiosphaerella sasicola är en svampart som först beskrevs av Nagas. & Y. Otani, och fick sitt nu gällande namn av Shoemaker & C.E. Babc. 1989. Ophiosphaerella sasicola ingår i släktet Ophiosphaerella och familjen Phaeosphaeriaceae.   Inga underarter finns listade i Catalogue of Life.